# Castillo-palacio de Noreña
El castillo-palacio de Noreña fue una casa fuerte española situada en esta localidad asturiana, capital del concejo homónimo (Asturias).

## Historia
Es probable que fuera erigido por orden de Rodrigo Álvarez de Asturias, figurando en el primero de sus testamentos. Fue heredad de los señores y condes de Noreña, pasando a manos de Enrique de Trastámara y su hijo bastardo Alfonso Enríquez, que residieron y se refugiaron en el mismo odurante sus rebeliones contra la Corona.
Las Cortes de Segovia de 1383 despojaron a Alfonso Enríquez de sus posesiones asturianas entre las que estaba esta plaza, cediéndoselas a la Mitra e Iglesia de Oviedo como premio al apoyo prestado por el arzobispo Gutierre de Toledo a la causa de Juan I de Castilla frente a su hermano bastardo. Volvió definitivamente a manos del obispado tras la derrota de Alfonso Enríquez en el cerco a Gijón de 1395.
Fue cárcel de Francisco de Santullano en 1522, y se mantuvo en pie hasta bien entrado el siglo XIX, si bien en el siglo XVIII parte de la torre y su muralla ya se habían caído. Aunque se conoce perfectamente su ubicación, no puede determinarse su planta y mucho menos el alzado.